# 腾越起义
腾越起义，是中国同盟会成员张文光、刀安仁等人于云南省腾越厅（今腾冲市）发动的武装起义。1911年10月27日夜，革命党人策动腾越清军起义，并于当夜占领了腾越县城。起义军在当地成立了都督府，新政权于10月28日正式办公。该起义是云南地区在辛亥革命期间发动的第一场起义，成功推翻了清朝在滇西一带的统治。

## 背景

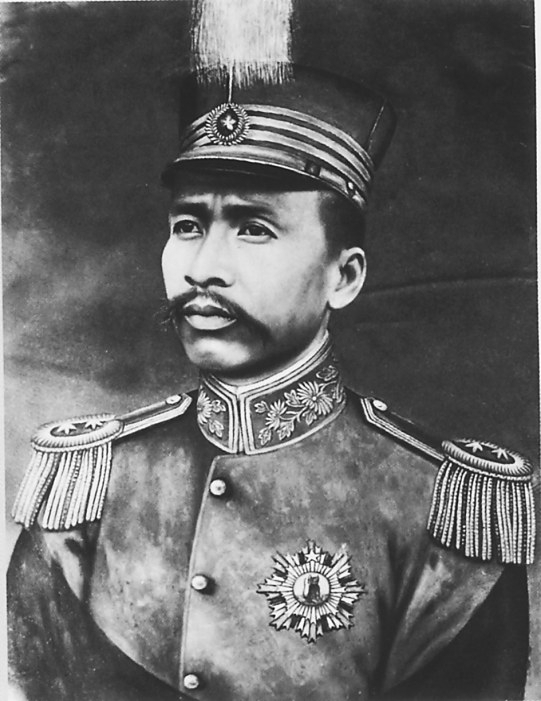
张文光戎装像

1905年至1907年，杨振鸿、吕志伊等云南籍人士先后加入了中国同盟会，并成立了同盟会云南支部。同年杨振鸿从日本经越南返回云南，曾经准备刺杀云贵总督丁振铎，但最终未能成行。随后杨振鸿在云南发展了一批同盟会会员，并担任了腾越厅四营管带:59。担任管带期间，杨振鸿将同盟会会员刘辅国的邻居张文光吸收为会员。1907年，杨振鸿准备在腾越厅发动起义，之后率领起义军攻打永昌府、大理、昆明，但最终因事情泄露而被迫逃往缅甸，之后前往日本。河口起义后，1908年10月，杨振鸿自日本抵达缅甸仰光，并在此建立了同盟会的据点:57-58。同年12月1日，杨振鸿和彭蓂等人发动了永昌起义。永昌起义起义最终失败，杨振鸿因此抑郁而终，但革命思想却得以在腾越一带广为传播。起义失败后，彭蓂进入讲武堂学习，毕业后担任腾越陆防军第五营哨官。
张文光经刘辅国结识了干崖土司、同盟会会员刀安仁，并创建了同盟会的外围组织“自治同志会”。该组织在农民、会党成员中发展会员，并传播革命思想。该会由刀安仁担任组长，张文光担任副组长，刘辅国负责联络。1909年，刘辅国联络而来的黄毓英等同盟会会员在董库村的张文光家中磋商革命事宜。会后自治会开始发展清军士兵，并吸收了陈天星、彭蓂、钱泰丰等人作为自治会的成员，同时按照《中国同盟会革命方略》做好起义准备。1911年，黄花岗起义爆发，张文光准备起兵响应，但因事情泄露而被迫中断，张文光被迫前往干崖躲避。同年8月，刀安仁组织自治同志会和同盟会仰光分会的代表在干崖召开会议，商讨起义方案。保路运动爆发后，云南的清军被调入四川作战，张文光认为起义时机基本已经成熟:1030。

## 经过

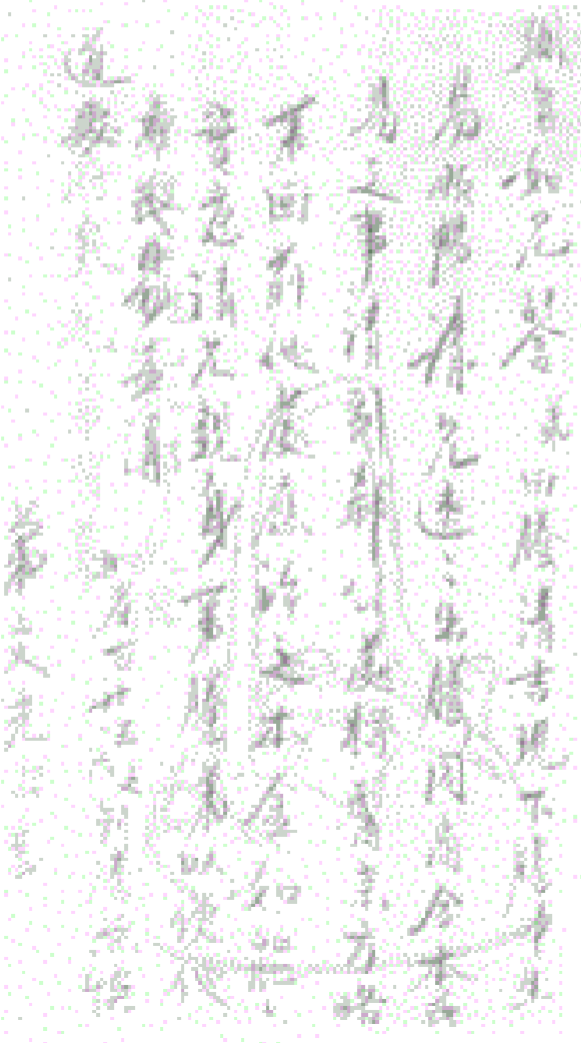
腾越起义前，张文光致函刘辅国，请他向刀安仁取建国方略，并带回筹措的起义金的密件

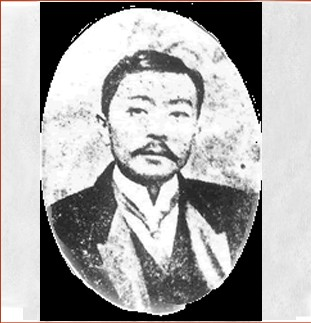
起义领导人之一刀安仁

1911年10月22日，清军腾越厅陆防军官兵中的自治同志会的会员陈天星、钱泰丰、彭蓂等人以野外操练为名前往郊外卧龙岗，与张文光举行起义筹备会议。会议决定于当月27日举行起义，与会人员歃血誓众，宣告起义宗旨，并指定起义的具体方案。10月25日，张文光带领几名随同人员前往干崖，与刀安仁商讨起义事宜，二人最终决定由张文光带队发动起义，刀安仁带队作为后援:1030。10月26日，张文光带着同盟会仰光分会所颁的《中国同盟会革命方略》和孙中山的印信返回腾越，并在五皇殿召集陈天星、彭蓂、钱泰丰等骨干成员布置起义事宜，约定吸收愿意参加响应的部队进入起义军，如果抗拒则立刻发起攻击。张文光还在自己家中堆满了柴草，准备在起义失败时点燃柴草自焚。
1911年10月27日晚，起义正式爆发:59。该起义是辛亥革命期间第四场爆发的起义，同时也是云南地区的首场起义:166。张文光率领部分革命党人进入南校场巡防营第四营部，打死管带曹福祥；陈天星则枪杀陆军第七十六标第三营管带张桐，随后率领第三营和西防防营第四营、第五营加入起义。随后革命军冲入城内，攻打镇署和军械局:1031，腾越总兵张嘉钰率部抵抗，见大势已去后吞金自杀。革命军随即转而攻打道厅署:1031，迤西道尹宋联奎向起义军投降，腾越厅丞温良彝逃往缅甸。至次日凌晨零点，革命军完全控制了腾越:30。整个起义过程中，革命军并未遇到过于激烈的战斗。起义成功后，孙中山特地发电表示祝贺:60。
占领腾越县城后，革命军当晚宣布腾越独立，并建立了第一军都督府，下设参议处、团练处、秘书处、民政司、财政局、警务局、裁判局、审判庭、关税司、银行等机关部门。众人公推张文光担任第一都督，驻地镇台衙门。陈天星担任前军都指挥，刀厚生担任后军都指挥。李汉星、刘辅国、俞华伟担任参谋，黄柱臣、刀半安、张天放担任秘书:60。采用九星汉字旗为旗帜，纪年采用黄帝纪元:171。10月28日，都督府开始办公，订立军约，改组警察局:60，同时贴出《告国民书》:171保证县城社会秩序正常:60。都督府同时向英国驻腾越领事馆递交《对外宣言》和《致外国官员书》，起义因此得到了英国方面的承认。10月29日，刀安仁和刀厚生所率领的援军赶到腾越，众人公推刀安仁担任第二都督:60，驻地道台衙门:60。此外，缅甸华侨也在此前后将筹得的3万卢比和2万两白银送至腾越作为支援:170。

## 后续
此后第一军都督府将革命军改称为国民军。两天之内国民军扩招为6个营，原有部队分围一营、二营和三营，扩招的部队分为四营、五营和六营，另组一队炮兵。为扩大战果，张文光按照杨振鸿发起永昌起义的计划，命国民军分三路进攻，其中彭蓂率两个营向永昌进军，李学诗率三个营进攻顺宁，刘德胜率领一个营攻打云龙。

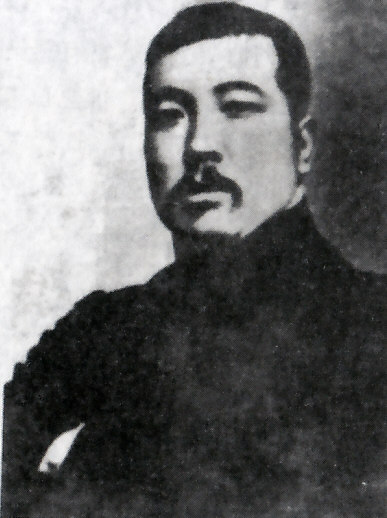
负责调停大理与腾越冲突的李根源

至云南军都督府成立时，国民军已扩至23个营:37，部众3万余人，控制了滇西53个县:61-62。至11月中旬时，国民军已经占领了腾越、永昌、龙陵、永康、顺宁、缅宁等滇西地区:60-61。但同时国民军也出现了大量抢掠民众的事件:158。之后国民军继续向大理进军:60-61，但大理已于11月3日组建迤西自治总机关部并宣布反正，不愿接受第一军都督府收编。大理方面一边组织兵力抵抗国民军，另一边向云南军都督府报告相关情况。云南军都督府勒令国民军撤回腾越，同时派兵堵截国民军。张文光收到电报后命令国民军停止进军，但此时的国民军由于军队成分变得非常复杂，各支部队各自为战，不听指令，陈天星所部继续向大理进发:61。大理方面随后派代表邀请国民军进城谈判，但在城外设下多处埋伏。入城谈判的国民军代表进入大理城后被扣留，随行士兵全部被杀；城外的国民军与大理方面爆发交火，国民军死伤300余人后撤退至永平:37。事件发生后张文光命令国民军撤回腾越，并就相关事件与云南都督府和同盟会仰光分会沟通。11月24日，云南军都督府任命李根源为陆军第二师师长兼迤西国民军总司令，率部进入腾越。2月1日，张文光改任腾越镇军门，管理腾越军事事务。第一军都督府被撤销:62，管辖范围由云南军都督府接收。改腾越厅为腾越府，当地军政分开，地方领导由云南军都督府任命，同时腾越方面选多人前往昆明任职:62。同时将国民军由23个营裁减为12个营，并入西防国民军中。
1912年4月，张文光被云南军都督府调入大理担任协都督:63。1913年张文光因被排挤愤而下野，此后曾试图留学，但因二次革命爆发而未能成行。当年12月19日，时任云南都督唐继尧等人诬称张文光参与二次革命，并派人在腾冲热海将张文光与其旧部黄安和等人杀害。1916年6月，大总统黎元洪为张文光平反，并追授其陆军中将，二等嘉禾章。
1912年1月30日，彭蓂在为钱泰丰践行的宴会上擦枪走火，失手打死钱泰丰，彭蓂随后被钱泰丰所部士兵开枪打死。彭蓂死后被云南军都督府追授正督尉衔，墓葬位于杨振鸿墓旁。1912年，刀安仁前往南京向孙中山报告腾越光复经过，因被诬陷而遭到囚禁，之后被押送至北京。经孙中山、黄兴、宋教仁等人营救出狱，改任陆军部咨议，授中将衔。1913年病逝，同年5月灵柩运回干崖安葬。陈天星此后辗转抵达北京，因在起义中枪杀了段祺瑞的学生张桐而遭到杀害:37。

## 纪念
经记者调查发现，截至2011年9月，于腾越起义相关的多处建筑尚存，但保存情况堪忧。其中筹划起义的腾冲五黄庙被腾冲县疾病预防控制中心用作仓库；而滇西军都督府成立旧址位于腾冲市第一中学校园内，是该学校的办公用房，2013年5月被国务院公布为第七批全国重点文物保护单位，登记名称滇西军都督府旧址及叠园集刻。彭蓂墓于文化大革命期间被砸毁，1989年和2002年先后两次重修，并被列为了隆阳区文物保护单位。1984年，张文光墓得以重修。刀安仁墓也一度于文革期间被毁，后由当地百姓自发重修。